# 中村恭平 (野球)
中村 恭平（なかむら きょうへい、1989年3月22日 - ）は、福岡県福岡市博多区出身の元プロ野球選手（投手）。左投左打。妻は元グラビアアイドルの清水ゆう子。

## 経歴

### プロ入り前
福岡県福岡市にて出生。その後神奈川県に移住し、小学校4年時に横浜市のあざみ野ビーバーズで野球を始める。野球を始めたきっかけは、小学校の時に友達から「練習来ればお菓子もらえるよ」と誘われたこと。緑東リトル時代に全国大会に出場。中学では横浜青葉ボーイズに所属し、投手として活躍。
島根県の立正大淞南高に進学。1年秋からベンチ入りしたが、肘や膝の故障のため、本格的に投げ始めたのは3年時。3年夏は梶谷隆幸のいた開星高校に敗れ、県8強。高校3年間で身長が22cm伸びた。背が伸びた理由は、煮干しを食べ続けたからとのこと。入学時は身長158cmだったが、180cmを超えるまでになった。
富士大学では1年春からベンチ入り。3年春の大学選手権、近大戦で2番手としてリリーフ登板し全国デビュー。自身最速更新の149m/hを計測し、ほぼストレートのみで3回を無失点に抑える投球で注目された。7月の東北王座決定戦、東北福祉大戦では最速153km/hを計測。北東北大学リーグ通算成績は5勝3敗、防御率1.78。大学卒業後の進路はプロ志望だったが、社会人野球のトヨタ自動車からも内定を貰っており、同社の意向でドラフト3位以下なら入社することになっていた。
2010年10月28日のプロ野球ドラフト会議で広島東洋カープから2位指名を受けた。11月10日に、契約金7000万円・年俸1000万円（金額は推定）で仮契約した。背番号は同年引退した高橋建の22。

### 広島時代
2011年6月26日の中日ドラゴンズ戦でプロ入り初登板・初先発を果たし、5回1/3を無失点に抑えている。その後、二軍では3勝10敗の成績を残すも、一軍では3試合の登板だった。
2012年も二軍では3勝3敗の成績を残すも、一軍では8試合の登板に終わっている。
2013年は開幕一軍入りは逃すも、4月21日の読売ジャイアンツ戦で2年ぶりの先発を果たし6回1/3を4失点であった。そして、4月28日の対中日戦で7回を3安打無失点に抑え、プロ初勝利を記録した。しかし、その後は勝ち星をつかむことなく、シーズンを終えた。
2017年、2月1日に元グラビアアイドルの清水ゆう子と翌2月2日に結婚することが明らかになった。2月2日、清水との婚姻届を提出した。しかし、シーズンでは一軍登板なしに終わり、11月22日に背番号を64に変更することが球団から発表された。
2019年、開幕を二軍で迎えるが、2018年オフから重点的に行っていた上半身のトレーニングが実を結び、直球に磨きがかかり、救援投手として活躍を見せるようになる。これまで活躍していた投手陣の不調も相まって、最終的には43試合に登板して0勝1敗12ホールド、防御率2.64という過去最高の成績を収め、後半戦はセットアッパーとして起用された。
2020年は春季キャンプ終盤に右腹直筋損傷で離脱したことで出遅れ、シーズン中に故障を再発したことで投球フォームが定まらなくなった。一軍での登板は14試合にとどまった。
2021年、前年の故障が尾を引き、球威が戻らず、変化球の制球力も欠いた。二軍公式戦16試合の登板で防御率7.32の成績に終わり、この年は1度も一軍に昇格できないまま、10月14日に球団より戦力外通告を受けた。

### 引退後
退団後はライブリッツに入社し、同社主催のセミナーにも出演している。

## 選手としての特徴・人物

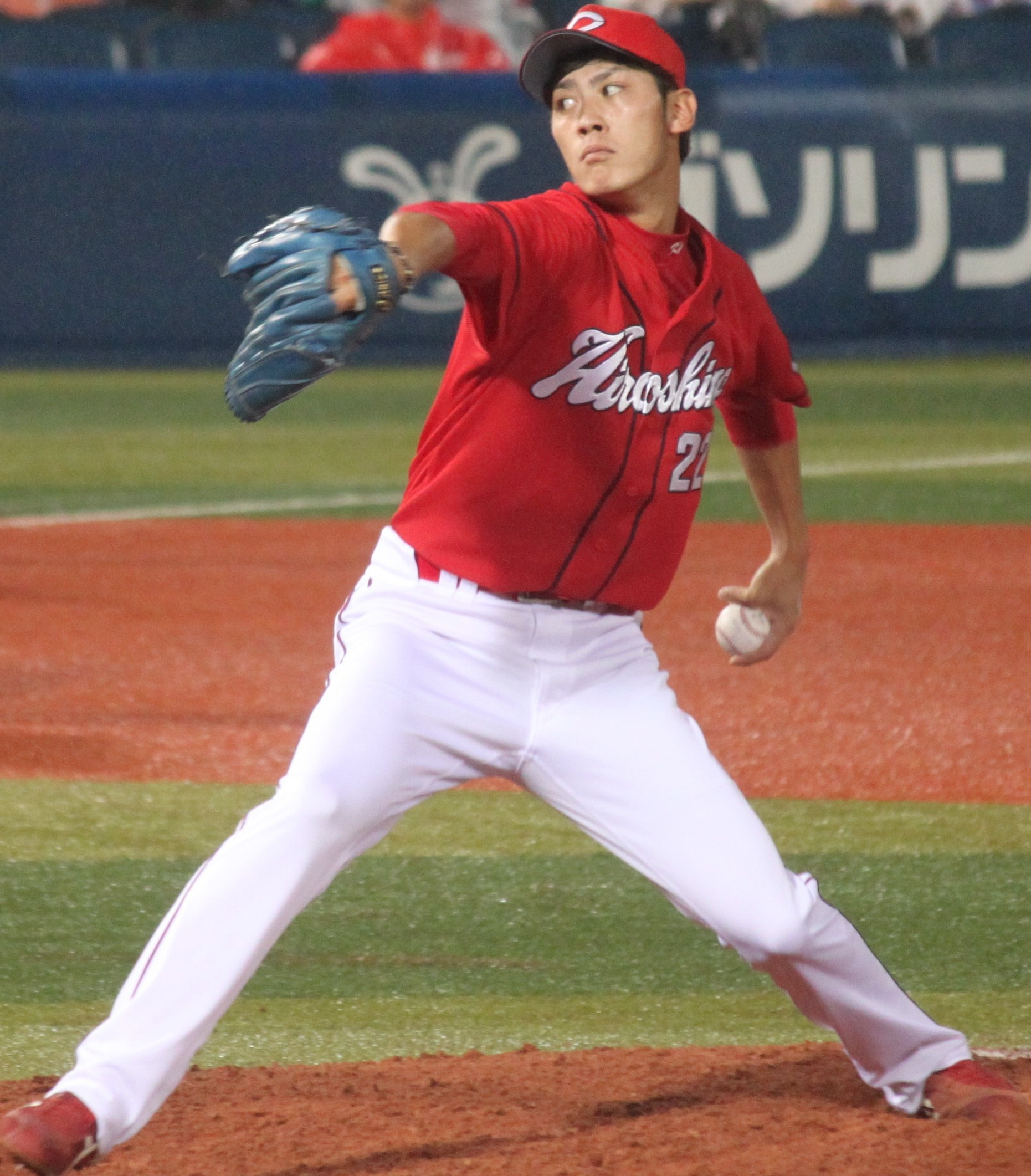
中村の投球フォーム

スリークォーターから最速156km/hのストレートに加えスライダー、カーブを投げ分ける。打者の内角を突く速球が持ち味で、本人もストレートには強いこだわりを持っている。セットアッパーとして活躍した2019年は平均150km/hを投じていた。プロ入り後は制球を重視してセットポジションから投球していたが、3年目の2013年からはセットでも制球が悪くなったことからワインドアップでも投げるようになり、指のかかりが良くなり球威が増した。
立正大淞南高時代は変化球を主体とした投球スタイルだったが、高校時代に急に身長が伸びすぎたため変化球の制球が定まらなくなった。代わりに球速が向上したため、大学野球ではストレートを主体とした投球をするようになった。憧れの選手は同じサウスポーの陳偉殷。
大学時代、新宿・歌舞伎町を歩いていたところ、ホストのスカウトを受けた経験がある。大学2年時に実家のある神奈川県に帰省した時のことだという。

## 詳細情報

### 年度別投手成績
| 年 度     | 球 団     | 登 板 | 先 発 | 完 投 | 完 封 | 無 四 球 | 勝 利 | 敗 戦 | セ 丨 ブ | ホ 丨 ル ド | 勝 率 | 打 者 | 投 球 回 | 被 安 打 | 被 本 塁 打 | 与 四 球 | 敬 遠 | 与 死 球 | 奪 三 振 | 暴 投 | ボ 丨 ク | 失 点 | 自 責 点 | 防 御 率 | W H I P |
| --------- | --------- | ----- | ----- | ----- | ----- | -------- | ----- | ----- | -------- | ----------- | ----- | ----- | -------- | -------- | ----------- | -------- | ----- | -------- | -------- | ----- | -------- | ----- | -------- | -------- | ------- |
| 2011      | 広島      | 3     | 3     | 0     | 0     | 0        | 0     | 2     | 0        | 0           | .000  | 57    | 13.1     | 12       | 0           | 7        | 0     | 0        | 4        | 2     | 1        | 6     | 6        | 4.05     | 1.43    |
| 2012      | 広島      | 8     | 0     | 0     | 0     | 0        | 0     | 0     | 0        | 0           | .000  | 56    | 13       | 10       | 0           | 8        | 0     | 1        | 6        | 2     | 0        | 8     | 7        | 4.85     | 1.38    |
| 2013      | 広島      | 12    | 11    | 0     | 0     | 0        | 1     | 5     | 0        | 0           | .167  | 230   | 52.1     | 43       | 6           | 37       | 0     | 1        | 31       | 4     | 0        | 24    | 23       | 3.96     | 1.53    |
| 2015      | 広島      | 1     | 1     | 0     | 0     | 0        | 0     | 1     | 0        | 0           | .000  | 18    | 3.1      | 7        | 1           | 1        | 0     | 0        | 3        | 0     | 0        | 5     | 4        | 10.80    | 2.40    |
| 2016      | 広島      | 8     | 8     | 0     | 0     | 0        | 1     | 1     | 0        | 0           | .500  | 156   | 35       | 41       | 3           | 18       | 0     | 0        | 17       | 0     | 0        | 21    | 21       | 5.40     | 1.69    |
| 2018      | 広島      | 8     | 1     | 0     | 0     | 0        | 0     | 1     | 0        | 0           | .000  | 75    | 14.1     | 20       | 0           | 14       | 1     | 0        | 11       | 0     | 0        | 12    | 12       | 7.53     | 2.37    |
| 2019      | 広島      | 43    | 0     | 0     | 0     | 0        | 0     | 1     | 0        | 12          | .000  | 181   | 44.1     | 31       | 5           | 17       | 2     | 2        | 58       | 0     | 0        | 16    | 13       | 2.64     | 1.08    |
| 2020      | 広島      | 14    | 0     | 0     | 0     | 0        | 0     | 0     | 0        | 1           | ----  | 44    | 9.1      | 7        | 0           | 8        | 0     | 1        | 4        | 0     | 0        | 1     | 1        | 0.96     | 1.61    |
| 通算：8年 | 通算：8年 | 97    | 24    | 0     | 0     | 0        | 2     | 11    | 0        | 13          | .154  | 817   | 185.0    | 171      | 15          | 110      | 3     | 5        | 134      | 8     | 1        | 93    | 87       | 4.23     | 1.52    |

- 2021年度シーズン終了時

### 年度別守備成績
| 年 度 | 球 団 | 投手  | 投手  | 投手  | 投手  | 投手  | 投手     |
| 年 度 | 球 団 | 試 合 | 刺 殺 | 補 殺 | 失 策 | 併 殺 | 守 備 率 |
| ----- | ----- | ----- | ----- | ----- | ----- | ----- | -------- |
| 2011  | 広島  | 3     | 0     | 6     | 0     | 0     | 1.000    |
| 2012  | 広島  | 8     | 0     | 2     | 0     | 0     | 1.000    |
| 2013  | 広島  | 12    | 3     | 12    | 1     | 0     | .938     |
| 2015  | 広島  | 1     | 0     | 0     | 0     | 0     | ----     |
| 2016  | 広島  | 8     | 0     | 5     | 0     | 0     | 1.000    |
| 2018  | 広島  | 8     | 0     | 3     | 0     | 1     | 1.000    |
| 2019  | 広島  | 43    | 2     | 6     | 0     | 0     | 1.000    |
| 2020  | 広島  | 14    | 0     | 2     | 0     | 0     | 1.000    |
| 通算  | 通算  | 97    | 5     | 36    | 1     | 1     | .976     |

- 2021年度シーズン終了時

### 記録
初記録
投手記録
- 初登板・初先発：2011年6月26日、対中日ドラゴンズ6回戦（MAZDA Zoom-Zoom スタジアム広島）、5回1/3 無失点
- 初奪三振：同上、2回表に平田良介から空振り三振
- 初勝利：2013年4月28日、対中日ドラゴンズ6回戦（MAZDA Zoom-Zoom スタジアム広島）、7回無失点
- 初ホールド：2019年5月5日、対読売ジャイアンツ8回戦（MAZDA Zoom-Zoom スタジアム広島）、4回表二死から2番手で救援登板、1回1/3無失点

打撃記録
- 初安打：2013年4月28日、対中日ドラゴンズ6回戦（MAZDA Zoom-Zoom スタジアム広島）、2回裏に山内壮馬から中前安打

### 背番号
- 22（2011年 - 2017年）
- 64（2018年 - 2021年）

### 登場曲
- 「ひとりじゃない」DEEN（2016年 - ）